# زنان علیه پورنوگرافی
زنان علیه پورنوگرافی (به انگلیسی: Women Against Pornography) سازمانی غیر دولتی و فمینیسم رادیکال است که از دهه هفتاد میلادی برای مقابله با پورنوگرافی فعالیت می‌کند.